# Bowburn
Bowburn – wieś w Anglii, w hrabstwie Durham. Leży 5 km na południowy wschód od miasta Durham i 371 km na północ od Londynu.